# Donatien Rochambeau

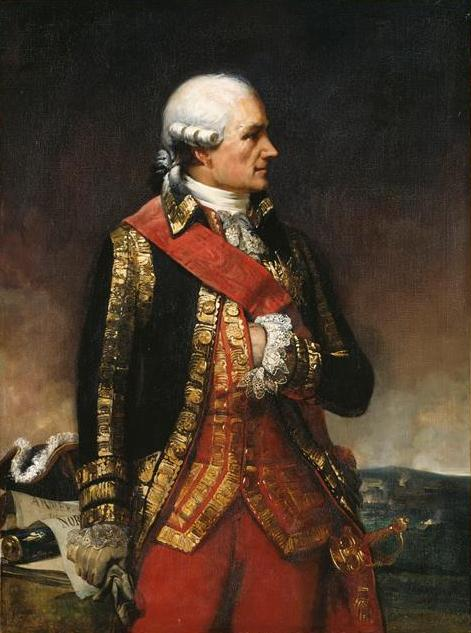
Jean-Baptiste Donatien de Vimeur, comte de Rochambeau

Donatien-Marie-Joseph de Vimeur, vikomt de Rochambeau (7. dubna 1755 na zámku Rochambeau poblíž Vendôme, Francie – 20. října 1813 u Lipska (dnes SRN) byl francouzský generál doby prvního císařství.
Donatien-Marie-Joseph de Vimeur byl synem maršála Rochambeau a jeho manželky Jeanne Therese Tellez d’Acosta. Zúčastnil se vojenské výpravy do Ameriky, pod velením svého otce a později – červen 1792 – se stal velitelem koloniálních vojsk Francie na Západoindických ostrovech.

## Biografie
Potlačil povstání na ostrově Santo Domingo, vypudil z Martinique roajalisty společně s Angličany a obsadil Guadeloupe a ostrov Svaté Lucie. Při protiofenzívě Angličanů pod velením generála Greye však byl přinucen ke kapitulaci ve Fort Royale (1794) a vrátil se do Francie. O 2 roky později však byl opět direktoriem poslán na Santo Domingo k potlačení tamního povstání. Na místo dorazil, ale k splnění úkolu neměl dostatek prostředků. Odjel do USA, odkud se pak v roce 1795 vrátil do Francie. Naposled roku 1802 vyrazil na Santo Domingo potřetí, tentokrát jako zástupce vrchního velitele generála Leclerca, švagra Napoleona Bonaparte a po jeho smrti (žlutá zimnice) v listopadu 1803 převzal vrchní velení. Během krátkého období velení snažil se zasloužit si důvěru Bonapartovu a potlačit povstání i za cenu strašných ukrutností a teroru. Žlutá zimnice však natolik oslabila jeho jednotky, že se nakonec Rochambeau raději, než aby padl do rukou domorodců, vzdal Britům (30. listopadu 1803). Krátce byl držen jako zajatec na Jamajce, pak od roku 1804 pobýval v Anglii. Roku 1811 byl při výměně válečných zajatců osvobozen. Pobýval pak na svém zámku a věnoval se archivaci unikátní sbírky map, kterou založil jeho otec a on sám ji značně rozšířil. Roku 1813 obdržel od Napoleona velení divize v Lauristonově sboru. V bitvě u Lipska 16. října 1813 byl smrtelně zraněn a o 4 dny později svým zraněním podlehl. Jeho syn Auguste-Philippe (1787–1868) se účastnil roku 1812 tažení do Ruska, jako pobočník maršála Murata.